# رالف ديفيس (كرة سلة)
رالف ديفيس (بالإنجليزية: Ralph Davis)‏ مواليد 7 سبتمبر 1938 في فانكيبورغ، هو لاعب كرة سلة أمريكي سابق. بدأ مسيرته الاحترافية في سنة 1960. تم اختياره من قبل فريق سكرامنتو كينغز خلال الدرافت. بلغ طوله 6 قدم 4 بوصة (1.9 م). اعتزل اللعب في 1962. لعب مع سكرامنتو كينغز وواشنطن ويزاردز.

## روابط خارجية
- رالف ديفيس على موقع إن بي أي (الإنجليزية)
- رالف ديفيس على موقع سبورتس رفرنس (الإنجليزية)
- رالف ديفيس على موقع كلية كرة السلة في سبورتس رفرنس.كوم (الإنجليزية)
- رالف ديفيس على موقع ريلجم (الإنجليزية)
- رالف ديفيس على موقع بروبوليرز (الإنجليزية)